# Emilio Salgari
Emilio Salgari (en italien Sàlgari, ou (correct) Salgàri), né à Vérone le 21 août 1862 et mort à Turin le 25 avril 1911, est un écrivain italien, auteur de romans et nouvelles d'aventures exotiques ayant connu de nombreuses adaptations au cinéma et à la télévision. Il est le créateur du célèbre pirate Sandokan.

## Biographie
Emilio Salgari naît à Vérone, issu d'une famille de petits bourgeois. Il ressent dès son plus jeune âge le puissant désir d'aller en mer. Adolescent, il entre à l'Académie navale Sarpi de Venise. Il n'est pas certain qu'il ait décroché son diplôme de capitaine ; quoi qu'il en soit il ne connaît qu'une courte expérience en mer (probablement à cause de problèmes de santé).
Il signe cependant ses premières oeuvres du nom de Capitaine Salgari et tient à revendiquer publiquement ce titre (sous la menace d'un improbable duel). Il commence sa carrière comme reporter au quotidien La Nuova Arena de Verona et son imagination débordante le pousse à s'inventer un passé aventureux.
Il prétend avoir exploré le Soudan, rencontré Buffalo Bill au Nebraska et navigué dans les mers du Sud et l'Extrême-Orient. Pourtant, il n'a jamais franchi la mer Adriatique et entame une carrière dans l'administration, pour décrocher enfin un poste à Turin.
Déçu dans son espoir de devenir officier de marine, et pour oublier la banalité de sa vie bourgeoise, il alimente sa passion pour l'exploration et la découverte, passant tout son temps libre à fréquenter les bibliothèques et à écrire.
Son œuvre, qui compte plus de deux cents romans et nouvelles d'aventures, prend pour cadre des lieux exotiques divers et très variés. Il puise son inspiration dans les romans et feuilletons de l'époque, les journaux et magazines de voyages ainsi que dans les encyclopédies. L'époque étant très favorable aux récits d'aventures, il parvient rapidement à publier son premier récit, I Selvaggi della Papuasià (littéralement Les Sauvages de Papouasie) sous la forme de feuilleton dans un journal. Ses principaux éditeurs italiens sont Antonio Donath (Gênes) et, à partir de 1907, Bemporad (Florence). Donath recruta une équipe d'illustrateurs qui s'entendaient bien avec Salgari : on compte Giuseppe Garuti (connu sous le nom de Pipein Gamba), Gennaro d'Amato et Alberto Della Valle, trio qui composa plus de 30 couvertures et des centaines de vignettes.
Il est l'auteur de trois grands cycles :
- Les Pirates de Malaisie (I pirati della Malesia) comprenant les aventures de Sandokan) et celles de Tremail-Naik, chasseur de tigres
- Le Corsaire Noir (I corsari delle Antille)
- Les Pirates des Bermudes (I Corsari delle Bermude)

ainsi que d'autres cycles situés au Far West américain, en Afrique, en Indochine, etc.
Ses héros sont pour la plupart des pirates et des hors-la-loi, généralement idéalistes ou gentlemen, en lutte contre l'avidité, l'abus de pouvoir, le colonialisme et la corruption. Contrairement à la plupart de ses contemporains, l'auteur n'a jamais hésité à dénoncer les méfaits de la colonisation.
Fait chevalier, extrêmement populaire dans son pays, E. Salgari a toutefois presque toujours vécu dans les tracas financiers. Exploité par les éditeurs, accablé de problèmes familiaux, il se suicide en 1911 (si l'on en croit la légende, avec un seppuku à la mode japonaise).

## Sandokan, son personnage le plus célèbre
Sandokan le pirate apparaît dans dix autres romans, dont : Les Pirates de la Malaisie (1896), Les Tigres de Monpracem (1900), Les Deux Tigres (1904). Sandokan fait sa dernière apparition dans le roman posthume La Rivincita di Yanez (traduction littérale : La Revanche de Yanez) en 1913. Le personnage propulse son auteur vers la gloire. De nombreuses adaptations cinématographiques puis télévisuelles seront consacrées à Sandokan ; des bandes dessinées verront également le jour.
En France, des quatre-vingts romans publiés par E. Salgari, quarante-huit ont été traduits et publiés entre 1899 et 1938, et ont rencontré le succès. Après la Seconde Guerre mondiale, toujours en France, l'auteur tombe dans l'oubli. Contrairement à l'Italie ou aux pays anglo-saxons, très peu de titres sont actuellement réédités dans l'Hexagone. En 1976, le grand succès en Europe du feuilleton télévisé Sandokan marquera un petit retour en gloire éphémère de l'auteur en France.

## Autour de l'œuvre
Dans son roman À quatre mains, l'écrivain Paco Ignacio Taibo II consacre sept de ses cent trente-six chapitres à une « Version de Adieu à Monpracem d'Emilio Salgari conçue dans la prison de Pleven par Stoyan Vassiliev ». Le même Paco Ignacio Taibo II a publié une suite des aventures de Sandokan : El retorno de los Tigres de Malasia 2010, traduction Le Retour des Tigres de Malaisie, plus anti-impérialistes que jamais editions Métailié 2012.

Dans l'apostille du Nom de la rose, Umberto Eco appelle « salgarisme » une erreur de dramaturgie, qui consiste à interrompre le récit d'une action pour insérer un élément didactique : 

« Les personnages de Salgari fuient dans la forêt, traqués par des ennemis, et trébuchent sur une racine de baobab : et voilà que le narrateur suspend l'action pour nous faire une leçon de botanique sur les baobabs. »

## Œuvre
Note : la 1re date est celle de la 1re édition française.
Cycle Pirates de Malaisie (Les aventures de Sandokan)
- 1899 : Les Mystères de la jungle noire[4] (I Misteri della Jungla Nera, 1895)
- 1902 : Les Pirates de la Malaisie[5] (I Pirati della Malesia, 1896)
- 1905 : Les Tigres de Mompracem[6] (Le Tigri di Mompracem, 1900)
- 1907 : Les Deux Tigres : second épisode des "Pirates de la Malaisie"[7] (Le Due Tigri, 1904)
- 1928 : Le Faux Brahmane[8] (Il Bramino dell’Assam, 1911)
- Il Re del mare, 1906
- Alla conquista di un impero, 1907
- Sandokan alla riscossa, 1907
- La Riconquista del Mompracem, 1908
- La Caduta di un impero, 1911
- La Rivincita di Yanez, 1913 - posthume

Cycle Pirates des Antilles
- 1902 : Le Corsaire noir[9] (Il Corsaro Nero, 1898)
- 1903 : La Reine des Caraïbes[10] (La Regina dei Caraibi, 1901)
- 1910 : Les Derniers Flibustiers[11] (Gli Ultimi Filibustieri), 1908
- 1930 : La Fille du corsaire noir[12] (Jolanda, la figlia del Corsaro Nero, 1905)
- Il Figlio del Corsaro Rosso, 1908

Cycle Pirates des Bermudes
- 1932 : Les Corsaires des Bermudes[13] (I Corsari delle Bermude, 1909)
- La Crociera della Tuonante, 1910
- Straordinarie avventure di Testa di Pietra, 1915

Cycle Aventures du Far West
- 1930 : Aux frontières du Far-West[14] (Sulle frontiere del Far-West, 1908)
- 1930 : Vers l'Alaska… pays de l'or[15] (I Minatori dell'Alaska, 1900)
- La Scotennatrice (1909)
- Le Selve ardenti (1910)
- Il Re della Prateria (1896)
- La Sovrana del campo d'oro (1905)

Capitan Tempesta
- 1931 : Le Lion de Damas[16] (Il Leone di Damasco, 1910)
- Capitan Tempesta (1905)

Autres aventures
- 1895 : Les Robinson italiens[17] (I Robinson italiani, 1896)
- 1901 : Au pôle nord[18] / Un défi au pôle nord (Al Polo Nord, 1898)
- 1902 : Le Capitaine du Yucatan[19] (La Capitana del Yucatan, 1899)
- 1902 : Les Naufragés de la Djumna[20] (Il Capitano della Djumna, 1897)
- 1903 : À la Côte d'Ivoire[21] (La Costa d'Avorio, 1898)
- 1906 : Au Pôle sud à bicyclette[22] (Al Polo Australe in velocipede, 1895)
- 1908 : Le Trésor de la Montagne d'azur[23] (Il Tesoro della montagna azzurra, 1907)
- 1909 : La Perle de sang[24] (La Perla Sanguinosa, 1905)
- 1911 : Les Brigands du Sahara[25] (I Predoni del Sahara, 1903)
- 1926 : Fleur-des-Perles[26] (Il Fiore delle Perle, 1901)
- 1929 : Le Trésor du Président du Paraguay[27] (Il Tesoro del Presidente del Paraguay, 1894)
- 1929 : Un drame sur l'océan Pacifique[28] (Un dramma nell'Oceano Pacifico, 1895)
- 1930 : L'Homme de feu[29] (L'Uomo di fuoco, 1904)
- 1931 : La Cité de l'or[30] (La Città dell'oro, 1898)
- 1929 : La Cité du roi lépreux[31] (La Città del re lebbroso, 1904)
- 1929 : Les Aigles de la steppe[32] (Le Aquile della steppa, 1907)
- 1928 : La Gemme du fleuve rouge[33] (La Gemma del fiume rosso, 1904)
- Il Continente Misterioso (1894)
- Le Stragi delle Filippine (1897)
- 2010 : Les Aventuriers du ciel, (I Figli dell'Aria, 1904)
- Il Re dell'Aria (1907)
- La Favorita del Mahdi (1887)
- Duemila Leghe sotto l'America (1888)
- La Scimitarra di Budda (1892)
- I Pescatori di balene (1894)
- Le Novelle marinaresche di Mastro Catrame (1894)
- Il Re della montagna (1895)
- I Naufraghi del Poplador (1895)
- Nel paese dei ghiacci (1896)
- I Drammi della schiavitù (1896)
- Attraverso l'Atlantico in pallone (1896)
- I Naufragatori dell'Oregon (1896)
- I Pescatori di Trepang (1896)
- La Rosa del Dong-Giang (1897)
- Le Caverne dei diamanti (1899)
- Le Avventure di un marinaio in Africa (1899)
- Il Figlio del cacciatore d'orsi (1899)
- Gli Orrori della Siberia (1900)
- Gli Scorridori del mare (1900)
- Avventure fra le pellirosse (1900)
- La Stella Polare (1901)
- Le Stragi della China (1901
- La Montagna d'oro (1901
- I Naviganti della Meloria (1902)
- La Montagna di luce (1902)
- La Giraffa bianca (1902)
- Le Pantere di Algeri (1903)
- Sul mare delle perle (1903)
- I Solitari dell'Oceano (1904)
- L'Eroina di Port Arthur (1904
- Le Grandi pesche nei mari australi (1904)
- La Sovrana del campo d'oro (1905)
- Le Figlie dei Faraoni (1905)
- La Stella dell'Araucania (1906)
- Le Meraviglie del Duemila (1907)
- Sull'Atlante (1907)
- Cartagine in fiamme (1908)
- Una sfida al Polo (1909)
- La Bohème italiana (1909)
- Storie rosse (1910)
- I Briganti del Riff (1911)
- I Predoni del gran deserto (1911)

## Adaptations des romans

### Cinéma
- 1921 : Gli ultimi filibustieri (it) de Vitale De Stefano (it)
- 1937 : Le Corsaire noir (it) (Il corsaro nero) de Vitale De Stefano (it).
- 1941 : Les Pirates de Malaisie (I pirati della Malesia) de Massimo Girotti
- 1941 : La Fille du corsaire (La figlia del Corsaro Verde)
- 1941 : Les Deux Tigres (Le due tigri) de Giorgio Simonelli
- 1943 : Gli ultimi filibustieri de Marco Elter
- 1952 : Les Trois Corsaires (I tre corsari) de Mario Soldati
- 1952 : La Fille du corsaire noir (Jolanda la figlia del corsaro nero) de Mario Soldati
- 1953 : Le Trésor du Bengale (it) (Il tesoro del Bengala) de Gianni Vernuccio
- 1953 : Le Tigre de Malaisie (I misteri della giungla nera) de Gian Paolo Callegari et Ralph Murphy
- 1954 : Le Mystère de la jungle noire (La vendetta dei Tughs) de Gian Paolo Callegari et Ralph Murphy
- 1959 : Le Fils du corsaire rouge (Il figlio del corsaro rosso) de Primo Zeglio
- 1959 : Carthage en flammes (Cartagine in fiamme) de Carmine Gallone
- 1963 : Sandokan, le tigre de Bornéo (Sandokan, la tigre di Mompracem) d'Umberto Lenzi
- 1964 : Les Pirates de Malaisie (I pirati della Malesia) d'Umberto Lenzi
- 1964 : L'Homme du Bengale (La montagna di luce) d'Umberto Lenzi
- 1964 : Le Trésor de Malaisie (Sandokan alla riscossa) de Luigi Capuano
- 1964 : Le Léopard de la jungle noire (Sandokan contro il leopardo di Sarawak) de Luigi Capuano
- 1965 : Les Repaires de la Jungle Noire (it) (I misteri della giungla nera) de Luigi Capuano
- 1965 : Le Flibustier des Caraïbes (L'avventuriero della Tortuga) de Luigi Capuano
- 1966 : Le Trésor de l'Atlas (I predoni del Sahara) de Guido Malatesta
- 1976 : Le Corsaire noir (Il corsaro nero) de Sergio Sollima
- 1976 : Sandokan de Sergio Sollima

### Séries télévisées
- 1976 : Sandokan, mini-série européenne avec Kabir Bedi (Sandokan) et Carole André (Marianne).
- 1977 : La Tigre è ancora viva : Sandokan alla riscossa!, téléfilm avec Kabir Bedi et Philippe Leroy.
- 1991 : Les Mystères de la jungle noire (Misteri della giungla nera), mini-série en co-production européenne.
- 1996 : Le Retour de Sandokan (Il Ritorno di Sandokan), mini-série italienne-allemande diffusée en France, avec Kabir Bedi et Mandala Tayde.
- 1997 : Il Figlio di Sandokan, mini-série italienne de Sergio Sollima, avec Kabir Bedi et Marco Bonini, jamais diffusée pour cause de disputes juridiques.

### Séries animées
- 1991 : Sandokan, série d'animation espagnole diffusée en France en 1993 (Sandokan y est dessiné en tigre).
- 1995 : Sandokan, série d'animation espagnole.
- 1997 : Sandokan, série d'animation espagnole italienne, diffusée en France en 1999.
- 1998 : Sandokan, le tigre de Malaisie (it), produit par la Rai.
- 2001 : Sandokan, le tigre rugit encore (it), produit par la Rai.
- 2006 : Sandokan, les deux tigres (it), produit par la Rai.

## Hommage
- L'astéroïde 1998 UC23 a été rebaptisé (27094) Salgari en l'honneur d'Emilio Salgari.